# Enquête (common law)
Pour les articles homonymes, voir Enquête.

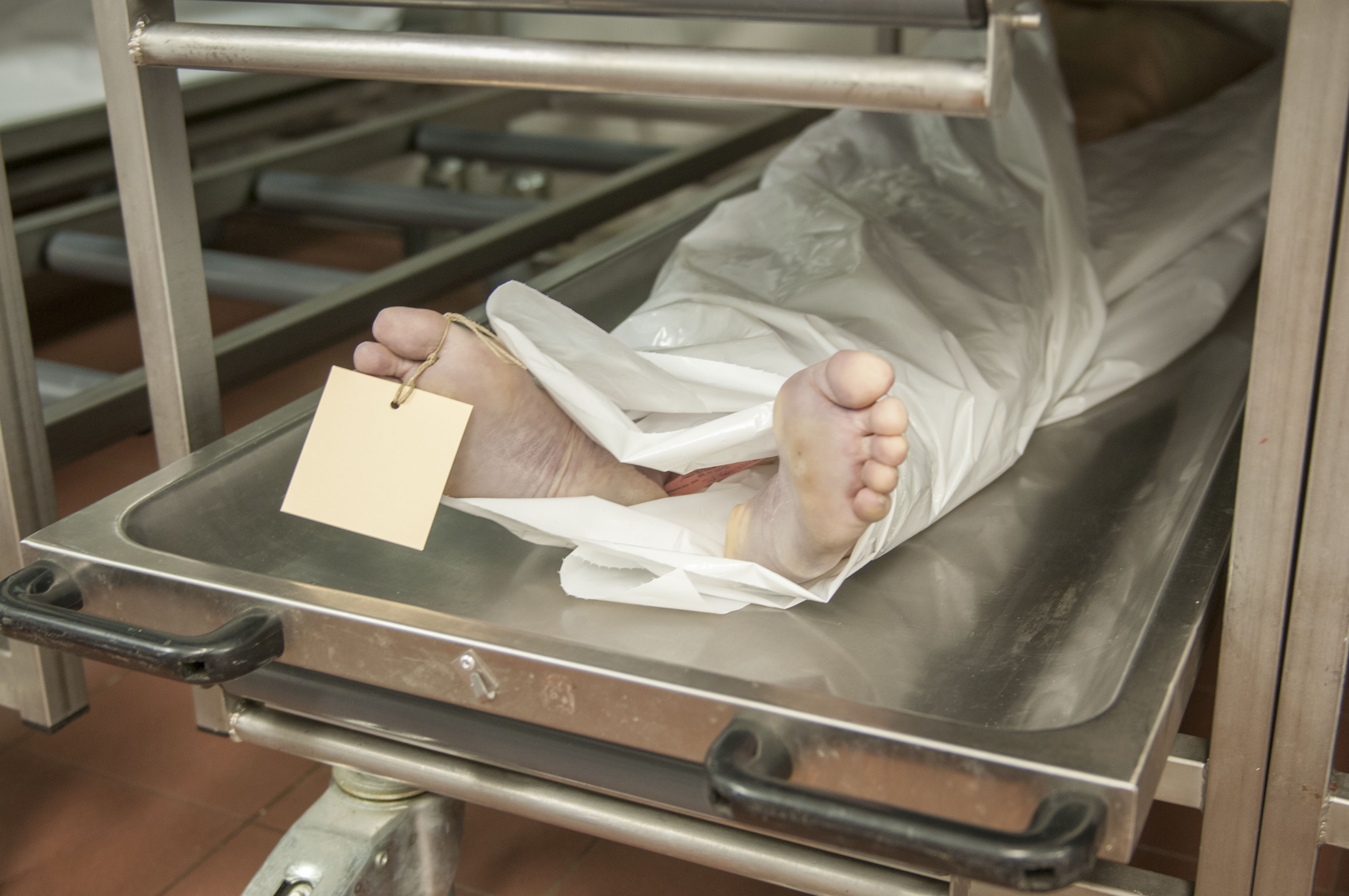
Image représentant un cadavre de 2013 dans l'hôpital Charité à Berlin.

Dans les pays de common law, une enquête, ou inquest en anglais, est une procédure judiciaire surtout menée pour déterminer la cause de la mort d'une personne. Sous la responsabilité d'un juge, un jury ou un fonctionnaire dûment autorisé du gouvernement, une inquest peut exiger une autopsie pratiquée par un médecin légiste (coroner) ou un examinateur médical. En général, une telle enquête est seulement menée si la mort est subite ou inexpliquée. Une inquest peut être réclamée par un médecin légiste, un juge, un procureur ou, dans certains systèmes judiciaires, par une requête officielle du public. Un jury du coroner peut aussi être convoqué pour aider à l'exécution de cette procédure. Une inquest peut aussi désigner un tel jury et le résultat des recherches. De façon générale, le terme inquest peut signifier toute enquête.